# Liebeslied auf Tahiti
Liebeslied auf Tahiti ist ein US-amerikanisches Filmmusical aus dem Jahr 1950 von Robert Alton mit Esther Williams und Howard Keel in den Hauptrollen. Der Film wurde von Metro-Goldwyn-Mayer produziert und basiert auf dem Roman Tahiti Landfall von William S. Stone.

## Handlung
Mimi Bennett, die halb Tahitianerin und halb Amerikanerin ist, lebt mit ihrer reichen Tante Kate in einer der elegantesten Villen auf der Insel Tahiti. Trotz ihres komfortablen Lebens möchte Mimi ihre tropische Umgebung für ein neues Leben in Amerika aufgeben. Eines Tages, als sie sich einigen Eingeborenen anschließt, die ankommende Schiffe auf traditionelle Weise begrüßen, erregt Mimi die Aufmerksamkeit von Hazard Endicott, einem amerikanischen Lehrer aus Ohio, der die Inselplantage seines Onkels geerbt hat. Hazard hält Mimi für eine der nicht Englisch sprechenden Eingeborenen, und anstatt Hazard zu korrigieren, macht Mimi einen Witz über das Missverständnis und gibt vor, nur ein wenig Englisch zu können. Als Hazard versucht, Mimi als sein persönliches Dienstmädchen einzustellen, erzählt Mimi ihm in gebrochenem Englisch, dass sie bereits in einem großen Haus arbeitet. Hazard kommt kurze Zeit später in seinem neuen Zuhause an und ist sehr enttäuscht, als er feststellt, dass das „Anwesen“, das er geerbt hat, eine kleine, verfallene Hütte ist, die repariert werden muss und eine Badewanne braucht. Mimi kehrt unterdessen zum Tee zu ihrer Tante zurück, die Gräfin Mariani gesellt sich zu ihnen. Während des Tees beschreibt Mimi den beiden Frauen Hazard und gibt ihnen einen subtilen Hinweis darauf, dass sie sich zu ihm hingezogen fühlt. 
Nachdem er sich schnell an seine neue Umgebung gewöhnt hat, stellt Hazard zwei Einheimische, Tavae und Teuru, ein, die ihm beim Wiederaufbau der Plantage helfen sollen. Eines Tages kommt Hazard nach Hause und findet dort eine einheimische Frau, Mama Ruau, die ein Schwein in den Armen hält. Mama Ruau schenkt Hazard ihr Schwein und sagt ihm, dass sie seinen Intellekt schätzt und möchte, dass er weiterhin seine schönen Worte tippt. Das Schwein entkommt später, aber Mimi fängt es und gibt es ihm mit einer Einladung zu einer Party in ihrem Haus zurück. Hazard nimmt die Einladung an, obwohl er annimmt, dass Mimi ein Dienstmädchen in der Villa ist. Da er erwartet, dass die Gäste nur Einheimische sind, kommt Hazard in tahitischer Inselkleidung gekleidet an. Er ist jedoch zutiefst verlegen, als er entdeckt, dass die Gäste größtenteils Nicht-Einheimische sind, die formell gekleidet sind. Er verlässt die Party in Eile, und Mimi, die erkennt, dass ihr Scherz zu weit gegangen ist, holt ihn ein und enthüllt die Wahrheit über sich. 
Mama Ruau beruft sich auf eine alte Inseltradition und bietet Hazard ihren jungen Enkel Papera als Geschenk an, in der Hoffnung, dass Papera von Hazard lernt und zu einem klugen jungen Mann heranwächst. Hazard findet den Brauch entsetzlich, adoptiert den Jungen aber schließlich und sie werden schnell Freunde. Nach seinem Erfolg mit Papera adoptiert Hazard zwei weitere Kinder, Manu und Tani, und bringt allen dreien Englisch bei. Gleichzeitig entwickelt sich aus Hazards und Mimis Freundschaft eine Romanze. Als Hazard ihr einen Heiratsantrag macht, beschließt Mimi, ihre Pläne, nach Amerika zu gehen, aufzugeben und seine Frau zu werden. Ihre Romanze blüht weiter, bis Mimi eines Tages Zeugin wird, wie Hazard Tavae zu Unrecht tadelt, weil er die Kopra-Ernte der Plantage nicht vor den Verwüstungen eines Regensturms gerettet hat. Mimi protestiert gegen Hazards harte Behandlung von Tavae und es kommt zur Trennung. Hazard erkennt, dass Mimi recht hatte, aber sie bleiben getrennt. Tavae und Teuru fühlen sich für die Trennung verantwortlich und versuchen, genug Fisch zu fangen, um Hazard für seine verlorene Ernte zu entschädigen, und entwickeln einen Plan, ihn wieder mit Mimi zu vereinen. Ihr Plan ist ein Erfolg und Mimi und Hazard versöhnen sich und freuen sich auf eine glückliche gemeinsame Zukunft auf Tahiti.

## Hintergrund
Im Januar 1950 wurde berichtet, dass ursprünglich Stanley Donen als Regisseur vorgesehen war, aber durch Robert Alton ersetzt wurde, nachdem Esther William sich geweigert hatte, unter Donens Regie in dem Film mitzuspielen. Williams Einspruch gegen Donen rührte von einem Streit her, der bei einem früheren Film, den sie zusammen gedreht hatten, ausgebrochen war. Moderne Quellen behaupten jedoch, dass der Streit zwischen Williams und Donen aufgrund einer Bemerkung ausbrach, die Donen angeblich gemacht hatte, in der er behauptete, Williams habe kein Talent.
Die Dreharbeiten sollten ursprünglich im Spätsommer 1949 vor Ort in Tahiti beginnen und Teil von MGMs ehrgeizigen weltweiten Produktionsprogramm sein. Ende Januar 1950 gab MGM seine Pläne auf, den Film in Tahiti zu drehen, und entschied sich stattdessen für mehrere Drehorte auf der hawaiianischen Insel Kauaʻi. MGM lud das Mary Kaye Trio für den Film zum Vorsprechen ein. Charles Mauu, der „Tavae“ spielt, war im wirklichen Leben ein tahitischer Prinz. Nach sechswöchigen Dreharbeiten vor Ort auf Kauaʻi zog die Produktion in die MGM-Studios in Culver City um, wo der Film fertiggestellt wurde.
In Honolulu engagierte Regisseur Alton eine Gruppe polynesischer Musiker, um tahitianische Musik für den Film aufzunehmen. Harry Warren und Arthur Freed komponierten mehrere Songs für den Film: House of Singing Bamboo, Singing in the Sun, Etiquette, Why Is Love so Crazy?, Tahiti und Sea of the Moon. Die Songs Music on the Water und Here in Tahiti We Make Love wurden aus dem Film gestrichen. Der äußerst beliebte Titelsong Pagan Love Song, der 1929 von Harry Warren und Nacio Herb Brown komponiert wurde, wurde von mehreren Künstlern wie Dinah Washington und Glenn Miller gecovert.
Der Film wurde zu einem Preis von 1.906.265 Dollar fertiggestellt (2024: ca. 24,8 Millionen Dollar), also etwa 400.000 Dollar (ca. 5,2 Millionen Dollar) über dem Budget, und spielte bei seiner Erstveröffentlichung mehr als 3.200.000 US-Dollar ein (ca. 41,7 Millionen Dollar).
Randall Duell und Cedric Gibbons oblag die künstlerische Leitung. Jack D. Moore und Edwin B. Willis waren für das Szenenbild zuständig, Helen Rose für die Kostüme, William Tuttle für das Maskenbild. Verantwortlicher Toningenieur war Douglas Shearer. A. Arnold Gillespie und Warren Newcombe schufen die Spezialeffekte. Howard W. Koch war einer von insgesamt acht Regieassistenten, Earl Bellamy arbeitete als zweiter Regieassistent. 

## Veröffentlichung
Die Premiere des Films fand am 25. Dezember 1950 in New York statt. 1955 kam er in Österreich in die Kinos.

## Kritiken
Der Kritiker des TV Guide schrieb, Esther Williams führe eines ihrer patentierten Wasserballette auf, schön choreografiert und mit einigen guten Unterwasseraufnahmen, aber das sei es auch schon an Unterhaltung gewesen. Robert Altons Regie sei leblos.